# 筊杯
筊杯，或作杯珓，客家語稱之為筊仔，臺語俗稱為桮，是民間信仰與道教信仰中一種尋求神明指示的儀式工具。筊杯在遠古時期的原型，原用蚌殼投擲於地，視其俯仰情形，斷其吉凶。後改用竹子或木片，做成蚌殼狀替代。名稱有時會倒過來稱之為「杯筊」，或作「杯珓」﹑「杯爻」﹑「杯教」﹑「碑珓」﹑「珓杯」﹑「珓兒」﹑「跋杯」。關於「杯珓」兩字的字源，宋代學者程大昌推論：因蚌殼可如杯子般盛水，是為「杯」；珓的發音和「叫」相同，代表借用杯珓的仰俯來傳達神佛的意志以教示人們，於是使用「珓」一字。 

## 外觀材質

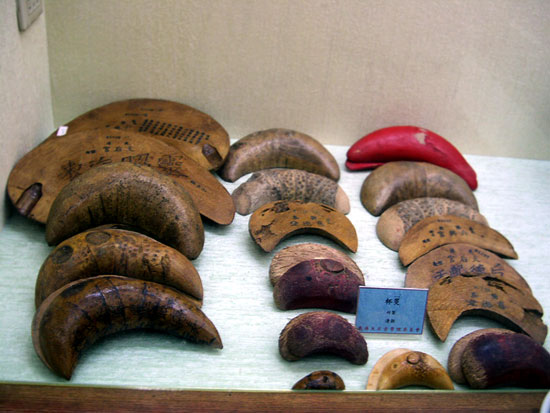
台灣彰化縣鹿港天后宮自清朝開始使用的筊杯

筊杯的大小一般以手掌能合住為原則，但也有特別製作的大型筊杯，在民間信仰中，特殊尺寸的筊杯也必須請示神明是否合意。大型筊杯一般是放在「有需求處」，雙手握好筊杯，再將筊杯上下甩動，這是用在廟方人員求問重要私務時，如慶典日期等。
材質普遍以木頭雕刻為主，也有竹子製成，今日，有許多人也採用了塑膠製的筊杯，如臺北行天宮。

## 求神禮儀
在信奉道教及民間信仰的廟宇或家居供奉的神明和祖先神位的家庭，幾乎都有一到數對筊杯，供上香膜拜之後，請神明指示的工具。這個動作稱之為「擲筊」或問杯。在臺灣與海外華人地區，凡是道教廟宇，在神像前幾乎都有一到數對筊杯，佛教寺院偶爾有之。臺灣民間信仰中，凡是求籤，均需要向神明擲筊確認。「筊杯」簡稱「杯」，故臺語「擲筊」又名「跋杯」。然而筊杯並非僅在廟中使用，家中有供祖先神主者，往往也會備有一對筊杯，如果是向新逝的死者神位求問問題，不能使用「筊杯」，只能用兩枚硬幣。如掃墓等情況，臨時需用之時，亦可以二枚相同之硬幣代替。
1. 稟明： 執一對杯筊在香爐上繞三圈，跪在神明前，稟明自己姓名、生辰、住所及請示事項，一次一事。
2. 擲筊（問杯）： 將筊杯合在掌心，並略為上拋擲出讓它落地，觀看正反的組合。[2][3][4][5]

## 擲筊結果
筊杯分有正反面，凸起部份稱為「陰面」（也就是反面），平面的部份則稱為「陽面」（也就是正面）。

### 聖杯（允杯、允筊、有杯）
即二只筊杯一正一反，代表所請示祈求之事神明應允、贊同、可行。

### 笑杯（笑筊）
兩隻皆為正面，代表神明笑而不答，意為陳述不清、無法裁示或明知機緣未至不足，何必有此一問；或所提問題自有主張、已有定數，何必多此一問；也可以解讀為神明主意未定，重新請示。

### 怒杯（陰杯、哭杯、無杯、蓋杯)
兩隻皆為反面，表示神明否定、不認同、或者不應許所求之事。

### 立杯
杯筊未倒下而呈立狀，一般人擲筊多半對神明「有所求」，相傳若為「無所求」的信徒，容易擲出「立筊」，會被善信視為神明顯靈。

## 機率論
在理想的情況下擲出一組成對的筊杯(A&B)，可預期的結果表列：
| A＼B | 陽面 | 陰面 |
| 陽面 | 笑杯 | 聖杯 |
| 陰面 | 聖杯 | 怒杯 |

假設出現陽面陰面的機率同是二分之一（此假設未必正確），則：
- 擲出聖杯機率:{\displaystyle {\tfrac {2}{4}}={\tfrac {1}{2}}}
- 擲出笑杯機率:{\displaystyle {\tfrac {1}{4}}}
- 擲出怒杯機率:{\displaystyle {\tfrac {1}{4}}}

連續{\displaystyle \mathrm {n} }次獨立擲出聖杯的機率{\displaystyle \mathrm {p} }，即可由式：{\displaystyle \mathrm {p} =({\tfrac {1}{2}})^{n}}，計算得知 。